# Villa Tulumba
Villa del Tulumba è una città dell'Argentina, capoluogo del dipartimento di Tulumba, nella provincia di Córdoba.